# 南桥

CPU，北桥和南桥

南橋（英語：Southbridge）是基于个人电脑主板晶片組架構中的其中一枚芯片。南桥设计用来处理低速信号，透過北桥与中央處理器联系。各晶片組廠商的南桥名稱都有所不同，例如英特爾稱之為I/O路徑控制器（ICH）或平台路徑控制器（PCH），NVIDIA的稱為MCP，ATI的稱為IXP/SB，AMD用FCH（Fusion Control Hub）代表AMD APU/AMD Ryzen/AMD EPYC的南橋晶片。
南橋包含大多數周邊設備介面、多媒體控制器和通訊介面功能。例如PCI/低速PCIe（如PCIe x1）控制器、ATA/SATA控制器、USB控制器、網路控制器、音效控制器。
中高階的南橋可以提供「Fake RAID」功能。英特爾的ICHxR系列南橋支援英特尔快速存储技术。

## 目前階段

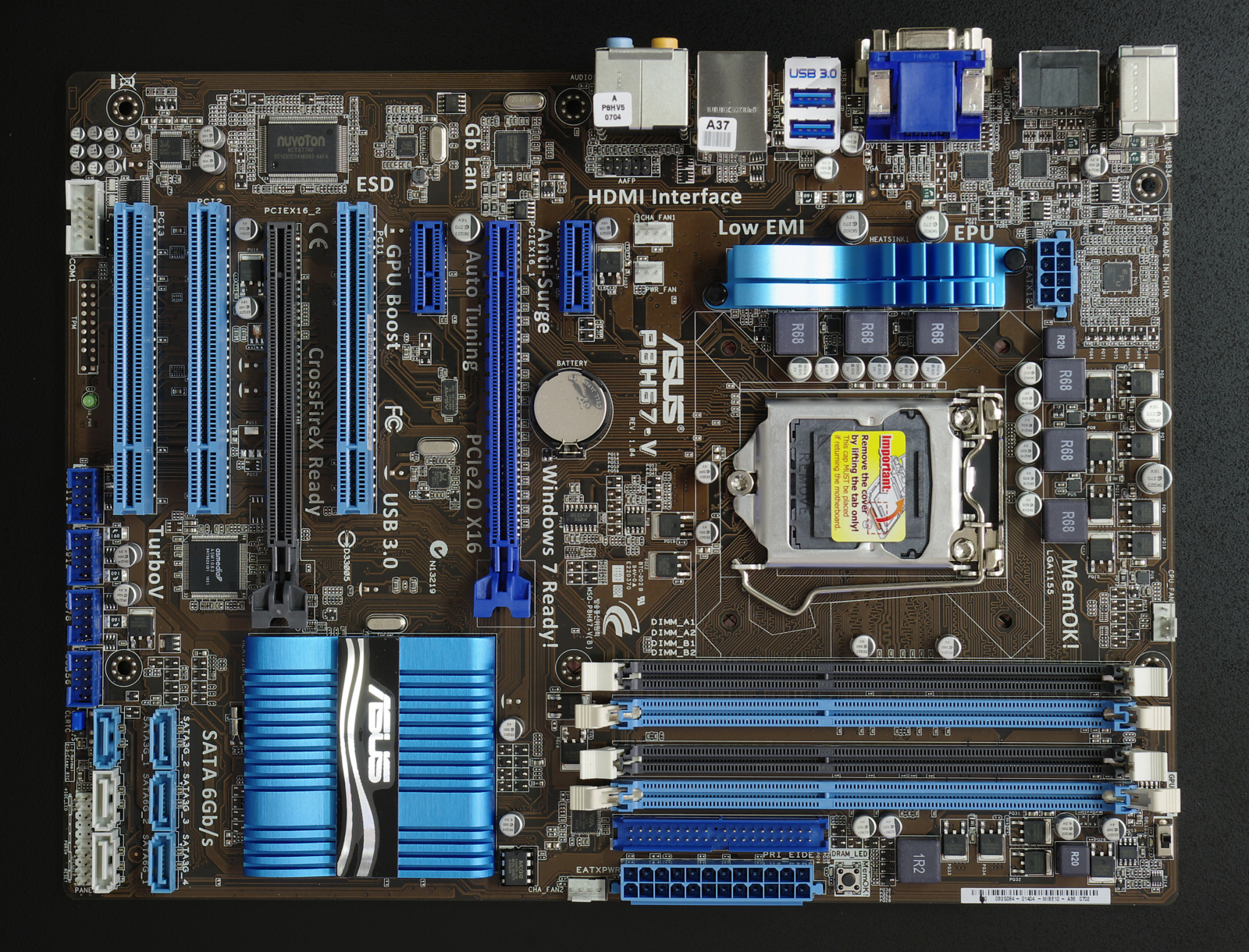
只有南橋的LGA 1155（Socket H2）主機板

2008年底，NVIDIA宣佈結束x86晶片組業務，自2009年，x86 PC/伺服器晶片組製造商僅剩下Intel及AMD。這讓Intel/AMD CPU與Intel/AMD自家晶片組的結合更緊密，如Intel vPro等技術需要CPU及晶片組的共同支援。Intel Core i3/i5/i7/i9僅能搭配Intel的PCH晶片組，AMD APU僅能搭配AMD的FCH晶片組。2010年代起，Intel/AMD將北桥整合進中央處理器中，例如Intel的Sandy Bridge處理器和AMD的APU處理器（兩者均於2011年發表）。
由於系統單晶片（SoC）的推行，Intel超低壓CPU、Intel Xeon D等Intel CPU已經內置南橋，AMD Ryzen、EPYC也內置了部分南橋功能。

## 名詞來源
這個名稱的由來，是由於繪製架構圖時所衍生出來的稱呼，第一次被提到這名詞時是在1991年採用PCI Local Bus架構時。在Intel，PCI規格的創始者視PCI匯流排為整個PC平台架構的正中央。北橋晶片將PCI匯流排主幹延伸至北邊，以支援CPU、記憶體或快取（Cache）、以及其他攸關效能的功能。反之，南橋晶片將PCI匯流排主幹延伸至南邊，並橋接起比較非攸關效能的I/O功能，例如磁碟介面等、音效等。CPU位於架構圖的正北方，它透過較高速的北橋晶片連結北邊的系統裝置，而北橋則透過較慢速的南橋晶片連接南邊的其他系統裝置。雖然現今PC平台架構已將PCI匯流排主幹取代，換上更快的I/O主幹，但「橋」的傳統名稱仍然延續使用。